# ベストボーイ
ベストボーイとは日本の競走馬である。早世したホウヨウボーイの代表産駒で、条件馬の身ながら1987年の道営記念に優勝した。

## 概要
- 特記事項なき場合、本節の出典は参考文献

ベストボーイは門別の沖田牧場で1983年3月8日に生まれ、1984年の秋に去勢される。1985年に3歳になったベストボーイは、当初は中央競馬の藤原敏文厩舎に入厩し、中央競馬でデビューする予定であったが、結局未出走のまま道営競馬へと転厩することになった。1986年に4歳で道営競馬でデビューし、条件戦を15戦して5勝を挙げた後、1987年に格上挑戦で当時の古馬重賞であった日本中央競馬会理事長賞（8着）と農林水産大臣賞典（2着）を使った後、当時道営競馬のサラブレッドナンバーワン決定戦であった道営記念へと駒を進める事となった。ベストボーイは道営記念出走時点で条件馬であり、自己条件にも出走できる身であったが、三上茂調教師と馬主の沖田正憲氏は「父に似て豪快なフットワークを誇り、母系からは豊かなスタミナを受け継いでおり、十分勝負になる」と判断し、道営記念への出走を決定したという。その道営記念では条件馬という事もあり7番人気と人気はなかったが、並み居るオープンの強豪馬を押し退け、2着のテネシーワルツに2馬身半の差をつけて快勝、道営競馬の頂点に立った。
その後ベストボーイは、1988年7月14日にサロマ賞を勝ち、1988年8月18日の赤レンガ記念（3着）を挟んだ後、地方競馬代表の1頭として1988年9月18日のオールカマーへと向かった。 この年のオールカマーは、中央競馬からはスズパレードやマックスビューティら9頭が、地方競馬からはチヤンピオンスター（大井）やカツノコバン（高崎）ら6頭が参戦する豪華メンバーとなった。ベストボーイは13番人気と人気薄だったが、 ベストボーイの担当厩務員はレース前、「距離が延びるにつれて真価を発揮してきた。ここも後方一気の競馬で勝負したい」と抱負を語っていた。しかし、レースでは終始後方のままスズパレードの13着と惨敗。しかもレース後の精密検査で左第三手根骨の骨折が判明した。症状はかなり重く、再起までには時間を要するという状態で、1年の休養を余儀なくされる。1年後の1989年9月7日の支笏湖賞（5着）で復帰するものの、以後は精彩を欠き、11戦して2勝しかできず、1991年9月3日の茨戸特別（6着）を最後に登録を抹消された。この馬のその後はわかっておらず、抹消理由が時効であった事や、同馬が騸馬であった事などから、廃用になった可能性があるという。

## エピソード
父のホウヨウボーイは初年度に60頭種付けした直後に疝痛で死亡している。そのうち、競走馬として登録できた頭数は26頭で、ベストボーイはその数少ない産駒の中から産出された。

## 血統表
| ベストボーイの血統          | ベストボーイの血統                    | ベストボーイの血統                    | （血統表の出典）                      | （血統表の出典） |
| 父系                        | ターントゥ系                          | ターントゥ系                          | ターントゥ系                          | [ § 2 ]          |
| 父 ホウヨウボーイ 1975 栗毛 | 父の父*フアーストフアミリー 1962 栗毛 | First Landing                         | Turn-to                               | Turn-to          |
| 父 ホウヨウボーイ 1975 栗毛 | 父の父*フアーストフアミリー 1962 栗毛 | First Landing                         | Hildene                               |                  |
| 父 ホウヨウボーイ 1975 栗毛 | 父の父*フアーストフアミリー 1962 栗毛 | Somethingroyal                        | Princequillo                          | Princequillo     |
| 父 ホウヨウボーイ 1975 栗毛 | 父の父*フアーストフアミリー 1962 栗毛 | Somethingroyal                        | Imperatrice                           |                  |
| 父 ホウヨウボーイ 1975 栗毛 | 父の母ホウヨウクイン 1969 鹿毛        | *レアリーリーガル                     | Royal Charger                         | Royal Charger    |
| 父 ホウヨウボーイ 1975 栗毛 | 父の母ホウヨウクイン 1969 鹿毛        | *レアリーリーガル                     | Fresh Air                             |                  |
| 父 ホウヨウボーイ 1975 栗毛 | 父の母ホウヨウクイン 1969 鹿毛        | 豊隼                                  | *フエリオール                         | *フエリオール    |
| 父 ホウヨウボーイ 1975 栗毛 | 父の母ホウヨウクイン 1969 鹿毛        | 豊隼                                  | ダツシングラス                        |                  |
| 母 リユウゼンジ 1966 栗毛   | 母の父*ニンバス 1946 黒鹿毛           | Nearco                                | Pharos                                | Pharos           |
| 母 リユウゼンジ 1966 栗毛   | 母の父*ニンバス 1946 黒鹿毛           | Nearco                                | Nogara                                |                  |
| 母 リユウゼンジ 1966 栗毛   | 母の父*ニンバス 1946 黒鹿毛           | Kong                                  | Baytown                               | Baytown          |
| 母 リユウゼンジ 1966 栗毛   | 母の父*ニンバス 1946 黒鹿毛           | Kong                                  | Clang                                 |                  |
| 母 リユウゼンジ 1966 栗毛   | 母の母*シリーナ 1953 栗毛             | Worden                                | Wild Risk                             | Wild Risk        |
| 母 リユウゼンジ 1966 栗毛   | 母の母*シリーナ 1953 栗毛             | Worden                                | Sans Tares                            |                  |
| 母 リユウゼンジ 1966 栗毛   | 母の母*シリーナ 1953 栗毛             | Superior                              | Scottish Union                        | Scottish Union   |
| 母 リユウゼンジ 1966 栗毛   | 母の母*シリーナ 1953 栗毛             | Superior                              | Supervisor                            |                  |
| 5代内の近親交配             | Nearco 5×3、Royal Charger 5･4（父内） | Nearco 5×3、Royal Charger 5･4（父内） | Nearco 5×3、Royal Charger 5･4（父内） |                  |
| 出典                        | 1. 2.                                 | 1. 2.                                 | 1. 2.                                 | 1. 2.            |